# Filip Ericsson
John Filip Ericsson (Gotemburgo, 25 de maio de 1882 — 25 de dezembro de 1951) foi um velejador sueco, campeão olímpico. Ele competiu nos Jogos Olímpicos de Verão de 1912 na classe 10 Metre e conquistou a medalha de ouro na disputa a bordo do Kitty com Carl Hellström, Paul Isberg, Humbert Lundén, Herman Nyberg, Harry Rosenswärd, Erik Wallerius e Harald Wallin.
Sua bisneta Lisa Ericson competiu nas competições olímpicas de vela de 2012 e 2016.